# جیللی-میئون
جیللی-میئون (به لاتین: Jillye-myeon) یک منطقهٔ مسکونی در کره جنوبی است.